# Fort benoorden Spaarndam

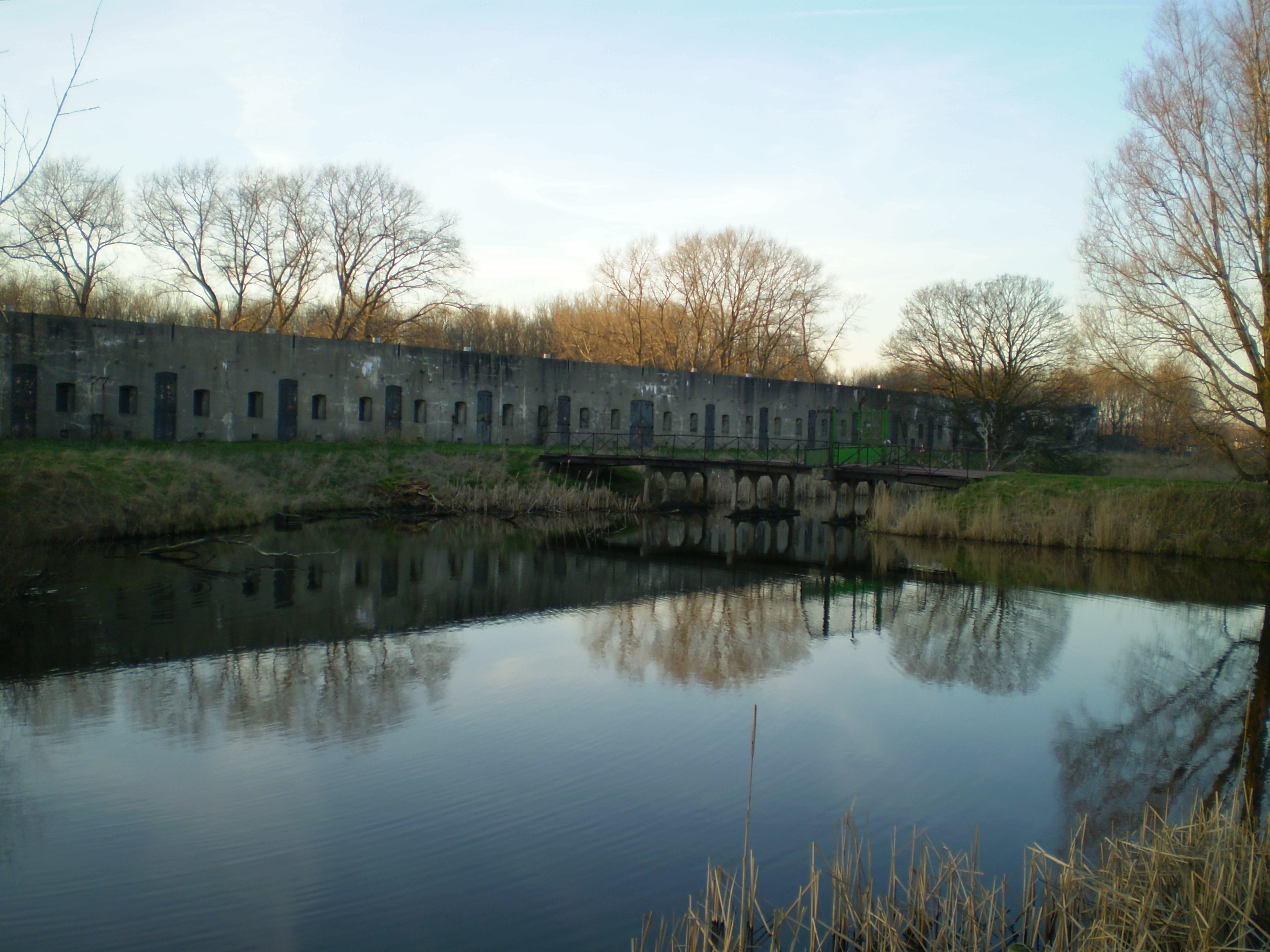
Keelzijde Fort benoorden Spaarndam en deel natte gracht op de voorgrond

Het Fort benoorden Spaarndam is een fort van de Stelling van Amsterdam. Het is gelegen ten noorden van Spaarndam-West, bij het Zijkanaal B.

## Beschrijving
Het Fort benoorden Spaarndam werd aangelegd tussen 1885 en 1901 en is onderdeel van het westfront van de Stelling van Amsterdam. Het eerste aardwerk voor het fort werd aangelegd tussen 1885 en 1887, tegelijk met het aardwerk voor het Fort bezuiden Spaarndam. Het duurde 10 jaar voordat er begonnen werd met de bouw van de bomvrije gebouwen en in 1901 was het werk gereed. Opvallend is de brede natte gracht om het fort. Het fort is kleiner uitgevallen dan in de eerste plannen was neergelegd en de buitenoevers van de gracht geven nog de oude hoofdvorm aan. Hierbij lagen twee geschutsopstellingen aan de frontzijde die uiteindelijk niet zijn gerealiseerd.
Het fort is onderdeel van de Positie bij Spaarndam dat tevens bestaat uit het Fort bezuiden Spaarndam, een liniewal met voorraadruimten erin, twee nevenbatterijen en aan de westzijde een voorstelling met betonnen scherfvrije onderkomens. De forten waren bedoeld om met een onderwaterzetting van het gebied rondom de stelling tegen de vijand de accessen te verdedigen: Het doel van de positie was de afsluiting en de verdediging van het acces gevormd door den Slaperdijk met den Westlaan en den Straatweg op den Zuidelijken berm van de Slaperdijk. Tussen Spaarndam en de duinen is er slechts een smalle strook terrein om onder water te zetten.
In de keelkazematten stond flankgeschut opgesteld waarmee het terrein tot de naastgelegen forten bestreken kon worden. In de zuidelijke kazemat (richting Fort bezuiden Spaarndam) stonden twee 6 cm kanonnen. In de noordelijke kazemat stonden twee 10 cm kanonnen omdat het volgende fort (Fort Zuidwijkermeer) op grotere afstand lag en het Noordzeekanaal verdedigd werd. De keelzijde werd vanuit de keelkazematten gedekt door mitrailleurs en geweren. Verdediging naar voren gebeurde door middel van twee stuks 6 cm hefkoepelgeschut en incidenteel opgesteld geschut.
De bemanning van het fort bestond uit 288 soldaten die geleid werden door 5 officieren en 16 onderofficieren. Dit aantal varieerde in de tijd en de functie van het fort. In geval van een aanval werden er nog 11 troepen toegevoegd waardoor het totaal aan manschappen uitkwam op 299. 
Op of bij het fort stonden ook een berg- en een troepenloods. De bergloods is in 1924 afgebrand en niet meer herbouwd. In 2006 zijn de fundamenten van de troepenloods nog teruggevonden.

## Tweede Wereldoorlog
Op 19 november 1941 zijn de hefkoepelgebouwen door de Duitsers opgeblazen. Het staal werd afgevoerd voor de eigen oorlogsindustrie. Door de bezetter is een betonnen hellingbaan op het fort aangelegd ten behoeve van een zoeklicht. Onderaan deze helling bevindt zich een gemetseld onderkomen waarin het zoeklicht veilig was tegen de elementen en vijandelijke aanvallen wanneer het niet in gebruik was. Aan de zuidzijde van het fort is een onderkomen gebouwd voor een groot aggregaat dat het zoeklicht en waarschijnlijk ook het fort van elektriciteit voorzag. Daarnaast ligt het gebouw voor de afstandsbediening van het zoeklicht. 
Op het fort is een naar het westen gerichte open bedding aangelegd, waarschijnlijk voor een zogenaamd Hörgerät waarmee het zoeklicht werd aangevuld, bijvoorbeeld bij mist en bewolking wanneer het zoeklicht weinig informatie verschafte. Deze zoeklichtpositie behoorde tot de buitenste ring zoeklichten van de Festung IJmuiden, op het Fort bij Veldhuis is een soortgelijke positie te vinden met dezelfde functie.
Er zijn nooit hulzen of andere resten gevonden van luchtafweergeschut uit de Tweede Wereldoorlog.

## Munitieopslag marine
In 1951 speelde het fort geen rol meer in de verdediging van het land en werd het een vestingwerk van geene klasse. Vanaf 1948 werd het gebruikt als opslagruimte voor munitie van de Koninklijke Marine, Regiment Van Heutsz. De munitie werd vervoerd van het zijkanaal via een smalspoor naar de keelkazemat. In 1970 liep dit teneinde en ging de munitie over naar het mobilisatiecomplex in het zogenaamde Munitie-bos recht voor het fort. Het tracé van rails op dwarsliggers is nog aanwezig. Het resterende deel loopt vanaf de steiger naar de brug en langs de keelwand van het hoofdgebouw tot aan de rechter keelkazemat.

## Huidige situatie
Het fort is meer dan 50 jaar afgesloten geweest en in verwaarloosde staat. In 1995 werd er een onderzoek verricht naar de staat van de onderdelen van de Stelling van Amsterdam. Hierbij werd voor Fort Benoorden Spaarndam maar 1 aanbeveling gedocumenteerd: "Met spoed dient het dak gerepareerd te worden".
De bitumenlaag op het dak is grotendeels vernield (mede door toedoen van geiten en schapen), waardoor het vrijwel overal lekt. Vrijwilligers hebben het fort grotendeels droog weten te krijgen en trachtten het verantwoord te conserveren, zodat het in de toekomst een educatieve en museale functie kan krijgen. In 2016 zette de Provincie Noord-Holland na 15 jaar lobbyen van de vrijwilligers de eerste stappen voor een reparatie van het dak, hoofdzakelijk gestuurd vanuit de wens kwetsbare muurschilderingen te beschermen. Inmiddels is er een nieuwe beschermlaag op het dak aangebracht. Dit leidde tot nieuwe bedreigingen voor de aangetroffen schilderingen.

### Muurschilderingen
In het fort zijn onder later aangebrachte kalklagen geschilderde lambriseringen en unieke afbeeldingen aangetroffen uit de beginjaren van de 20e eeuw, evenals "graffiti" uit de tijd van de Duitse bezetting. Deze zullen langzaam verdwijnen als het fort niet wordt drooggemaakt. De teksten, portretten en cartoons worden zo goed mogelijk geconserveerd door een vrijwilliger. De enorme hoeveelheid van 232 afbeeldingen komt alleen voor in dit fort en het Fort bij Spijkerboor, alhoewel ook in andere forten enkele afbeeldingen bekend zijn. Het is niet uitgesloten dat ook in andere forten afbeeldingen onder de kalklagen zitten of gezeten hebben, vooral de forten die na de oorlog als NSB-kamp zijn gebruikt.
Doordat de lekkages in 2017 grotendeels werden verholpen ontstond er een nieuw probleem: de kalklagen waarop de afbeeldingen zijn aangebracht verdrogen waardoor het risico ontstaat dat de kalk met afbeelding en al verbrokkelt. De aangestelde fortwachter werkt samen met de SRAL en studenten van de UvA om de afbeeldingen te conserveren en te behoeden voor volgende generaties. 

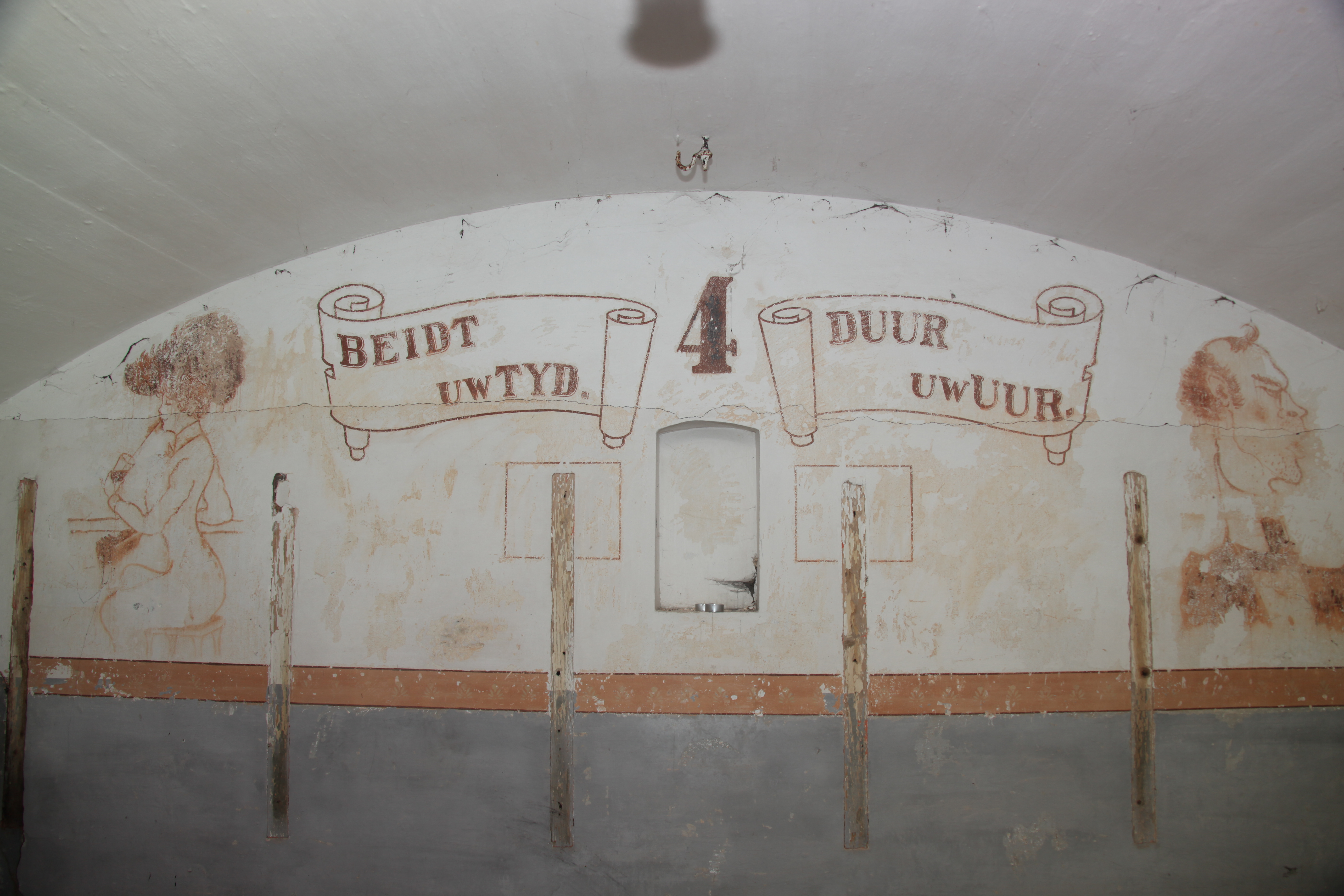
Beidt uw tijd ('wacht uw tijd af'), Duur uw uur ('blijf zo lang als nodig is' of 'hou vol')
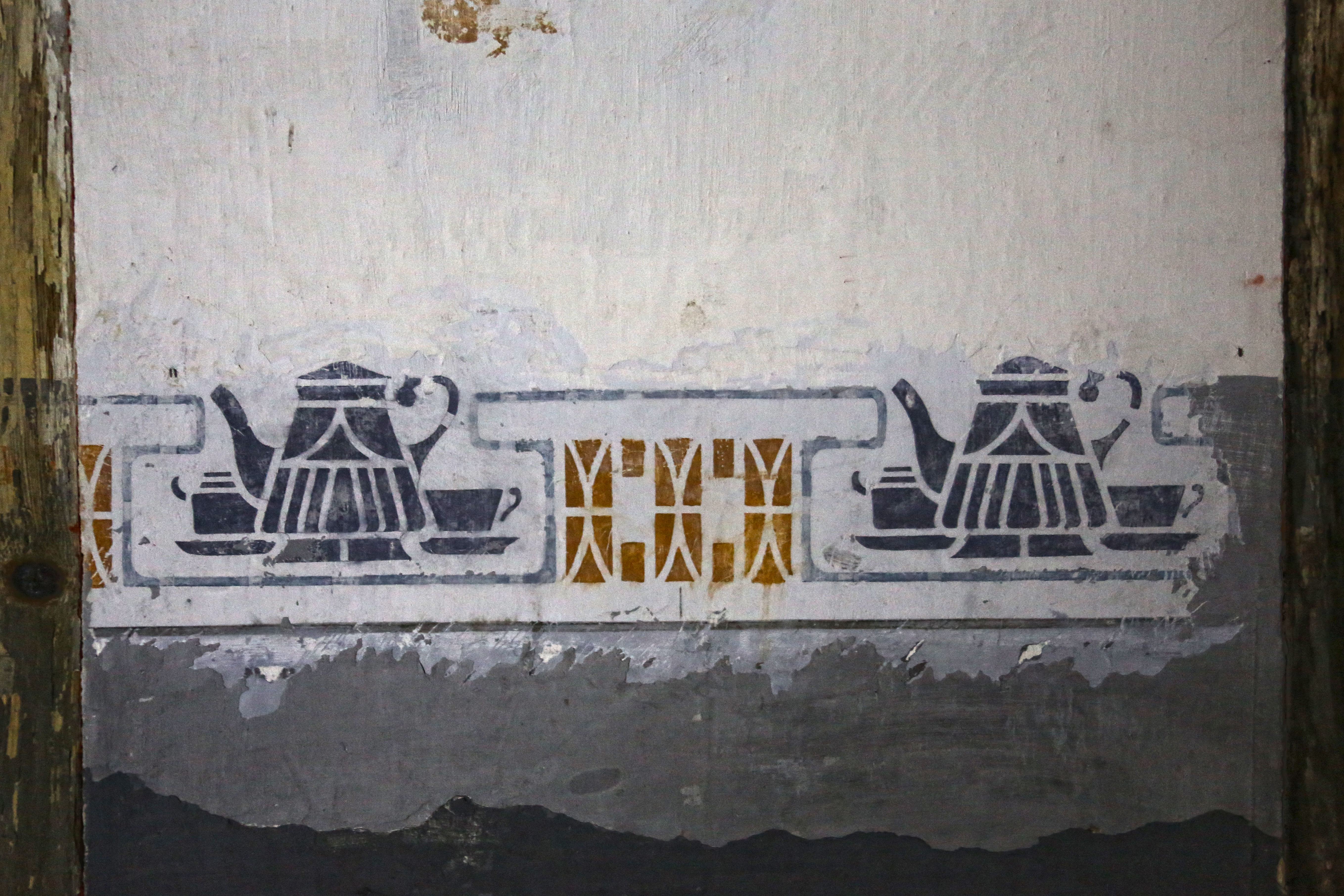
fraaie strip als wandversiering
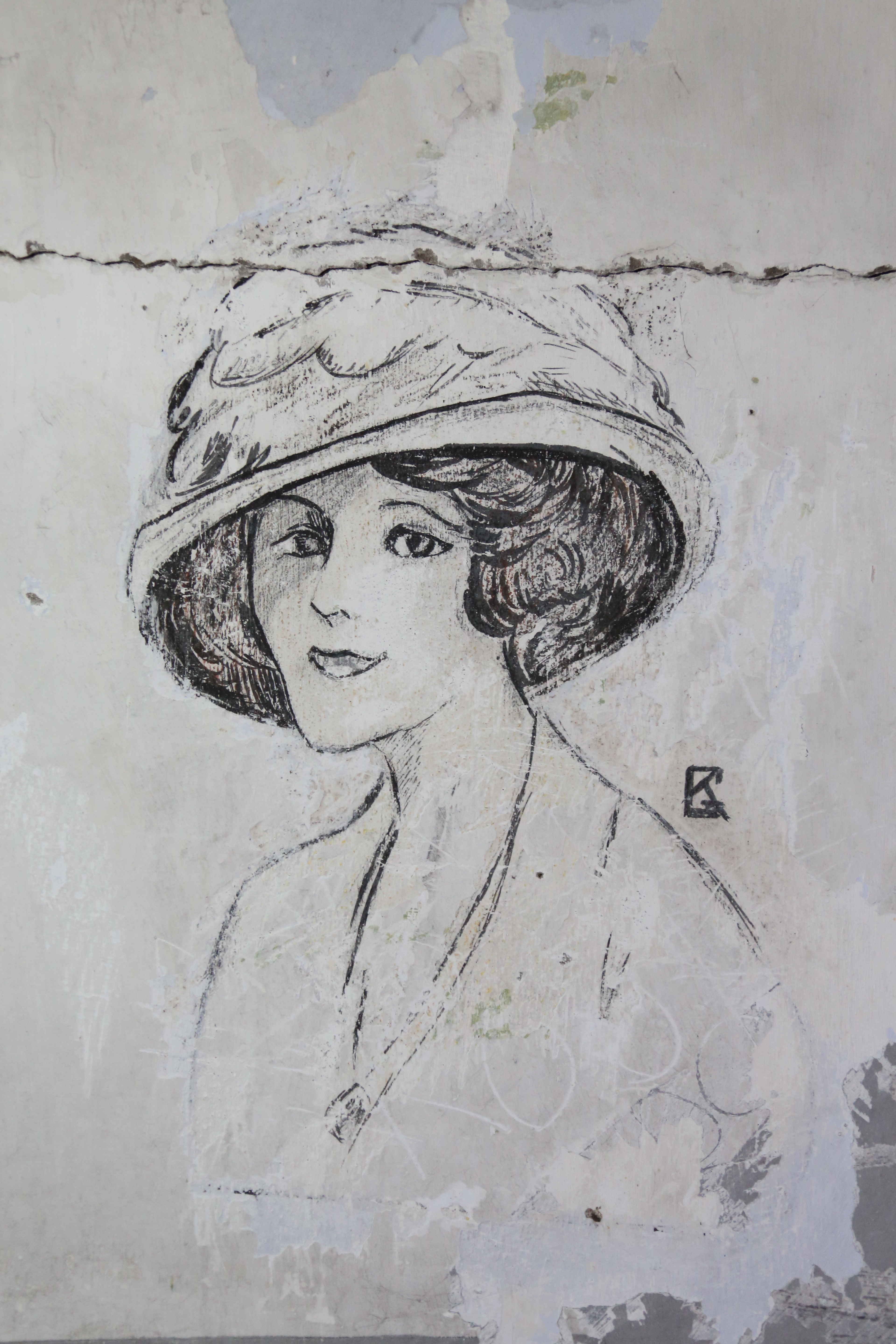
vrouw in zwart/wit
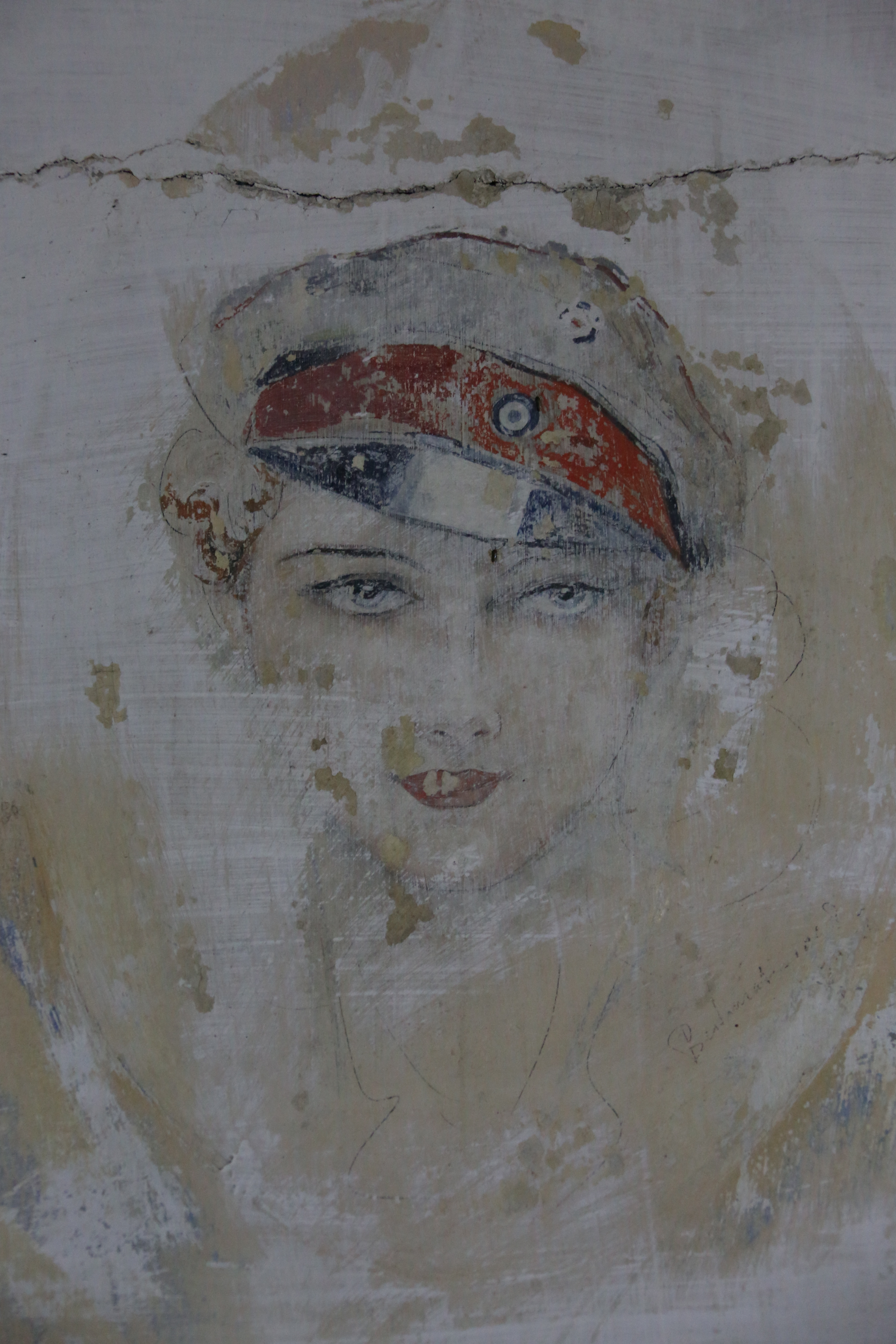
Marlene Dietrich

### Smalspoor en andere elementen
Uniek is het nog grotendeels aanwezige smalspoortje voor transport van munitie vanaf het Zijkanaal B. In de loop van 2006 is echter tijdens de verbetering van de walkant de aanlegsteiger voor de munitieschepen bijna geheel vernietigd. De aanlegsteiger is ondertussen herbouwd. Van het spoor ontbreekt alleen de rotonde aan de keelzijde van het fort waar trolleys elkaar konden passeren.

## Rondleidingen
Normaliter kunnen rondleidingen worden aangevraagd via de Facebookpagina van Fort benoorden Spaarndam. Groepen tot maximaal 25 mensen zijn welkom. Jaarlijks vindt er een rondleiding plaats tijdens de Nacht van de Nacht. De inschrijving hiervan vindt plaats via genoemde pagina. Rondleidingen worden verzorgd door Stichting Krayenhoff en de fortwachter. 